# Elkin Blanco
'Elkin Blanco Rivas (Acandí, Chocó, 5 de septiembre de 1989) es un futbolista colombiano. Juega como centrocampista y actualmente se encuentra sin club.

## Trayectoria

### Inicios
Blanco siendo todavía un adolescente decido emigrar al fútbol internacional al fútbol de Brasil fichando en las divisiones menores del Gremio, con el equipo gaucho estaría poco más de un año, para 2007 pasó al equipo aficionado Atlético Risaralda y jugó en la división Difutbol en la categoría Primera C.

### Once Caldas
En el 2008 pasó al Once Caldas e hizo su debut como profesional, jugando 16 partidos sin anotar goles en la Categoría Primera A del fútbol colombiano. También jugó (4) partidos sin anotar goles en la Copa Colombia 2008.

### Millonarios
En 2009 es transferido a Millonarios con un contrato de 3 años y una opción de compra, siendo el 30% de sus derechos deportivos ya propiedad del club bogotano.
Blanco ha alternado en el equipo principal albiazul desde su llegada durante ese período 2009-2014 anotó su único gol como profesional se lo convirtió al Junior en 2011.
En su primer paso por el cuadro embajador disputó 157 partidos y anotó 1 gol.
- 96 partidos en Liga.
- 51 partidos en Copa.
- 10 partidos internacionales.

### Sheriff Tiraspol
Para el 2014 se fue hacia el Sheriff Tiraspol donde juega hasta comienzos del 2015; donde jugó 7 partidos de liga y 4 de la Champions.

### Millonarios
Regresa el equipo Bogotano a mediados del mes de abril de 2015; entrena con el equipo pero no es inscrito en la liga ni en la copa debido a que ya se habían cerrado la inscripciones de jugadores.

Volvería al primer equipo y a la titularidad el 6 de agosto en el clásico capitalino contra Santa Fe, partido que quedaría empatado a un gol por el Finalización 2015.
Por la fecha 5 de la Copa Colombia 2016 frente a Tigres de Soacha disputó su partido 200 con Millonarios.
El 21 de mayo de 2011 en un partido entre Millonarios y Junior anotá su primer gol como profesional, curiosamente volvería a marcar un gol el 21 de mayo de 2016 (5 años después) dándole la victoria a su equipo 2 a 1 sobre el Atlético Huila.

### Atlético Nacional
Para junio de 2016 firma contrato con el Atlético Nacional como refuerzo para los torneos que tiene contando las finales de la Copa Libertadores 2016.
El 27 de julio de 2016, se consagró campeón de la Copa Libertadores de América en un global de 2 a 1 frente a Independiente del Valle de Ecuador, logrando así su primer título internacional. Su primer gol lo marcaría el 15 de octubre en la goleada de su equipo 4 a 0 frente al Atlético Huila.

### América de Cali
Para el segundo semestre de 2017, es transferido al América de Cali para fortalecer el equipo en el medio y luchar por mantener la categoría.

### Atlético Bucaramanga
Para junio de 2019 es contratado por el Atlético Bucaramanga en busca del primer título para el equipo "Leopardo".

### Club Always Ready
Para la temporada 2022 llega al Club Always Ready por petición del entrenador uruguayo Sebastián "Loco" Abreu.

## Estadísticas
| Club                            | Temporada           | Liga  | Liga  | Copa Nacional | Copa Nacional | Copa Internacional | Copa Internacional | Total | Total | Prom. · |
| Club                            | Temporada           | Part. | Goles | Part.         | Goles         | Part.              | Goles              | Part. | Goles | Prom. · |
| ------------------------------- | ------------------- | ----- | ----- | ------------- | ------------- | ------------------ | ------------------ | ----- | ----- | ------- |
| Once Caldas · Colombia          | 2008                | 16    | 0     | 4             | 0             | —                  | —                  | 20    | 0     | 0,0     |
| Once Caldas · Colombia          | Total               | 16    | 0     | 4             | 0             | 0                  | 0                  | 20    | 0     | 0,0     |
| Millonarios · Colombia          | 2009                | 17    | 0     | 8             | 0             | —                  | —                  | 25    | 0     | 0,0     |
| Millonarios · Colombia          | 2010                | 18    | 0     | 5             | 0             | —                  | —                  | 23    | 0     | 0,0     |
| Millonarios · Colombia          | 2011                | 19    | 1     | 16            | 0             | —                  | —                  | 35    | 1     | 0,02    |
| Millonarios · Colombia          | 2012                | 21    | 0     | 9             | 0             | 6                  | 0                  | 36    | 0     | 0,0     |
| Millonarios · Colombia          | 2013                | 36    | 0     | 13            | 0             | 4                  | 0                  | 53    | 0     | 0,0     |
| Millonarios · Colombia          | 2014                | 4     | 0     | —             | —             | —                  | —                  | 4     | 0     | 0,0     |
| Millonarios · Colombia          | 2015                | 11    | 0     | 1             | 0             | —                  | —                  | 12    | 0     | 0,0     |
| Millonarios · Colombia          | 2016                | 17    | 1     | 4             | 0             | —                  | —                  | 21    | 1     | 0,05    |
| Millonarios · Colombia          | Total               | 143   | 2     | 56            | 0             | 10                 | 0                  | 209   | 2     |         |
| Sheriff Tiraspol Transnistria   | 2014                | 7     | 0     | —             | —             | 4                  | 0                  | 11    | 0     | 0,0     |
| Sheriff Tiraspol Transnistria   | Total               | 7     | 0     | 0             | 0             | 4                  | 0                  | 11    | 0     | 0,0     |
| Atlético Nacional · Colombia    | 2016                | 18    | 1     | 4             | 0             | 8                  | 0                  | 30    | 1     | 0,03    |
| Atlético Nacional · Colombia    | 2017                | 17    | 0     | —             | —             | 3                  | 0                  | 20    | 0     | 0,0     |
| Atlético Nacional · Colombia    | Total               | 35    | 1     | 4             | 0             | 11                 | 0                  | 50    | 1     | 0,05    |
| América de Cali · Colombia      | 2017                | 18    | 0     | 2             | 0             | —                  | —                  | 20    | 0     | 0,0     |
| América de Cali · Colombia      | 2018                | 12    | 0     | —             | —             | 2                  | 0                  | 14    | 0     | 0,0     |
| América de Cali · Colombia      | Total               | 30    | 0     | 2             | 0             | 2                  | 0                  | 34    | 0     | 0,0     |
| Águilas Doradas · Colombia      | 2019                | 14    | 0     | —             | —             | 1                  | 0                  | 15    | 0     | 0,0     |
| Águilas Doradas · Colombia      | Total               | 14    | 0     | 0             | 0             | 1                  | 0                  | 15    | 0     | 0,0     |
| Atlético Bucaramanga · Colombia | 2019                | 7     | 0     | —             | —             | —                  | —                  | 7     | 0     | 0,0     |
| Atlético Bucaramanga · Colombia | Total               | 7     | 0     | 0             | 0             | 0                  | 0                  | 7     | 0     | 0,0     |
| Orense · Ecuador                | 2020                | 20    | 0     | —             | —             | —                  | —                  | 20    | 0     | 0,0     |
| Orense · Ecuador                | Total               | 20    | 0     | 0             | 0             | 0                  | 0                  | 20    | 0     | 0,0     |
| Oriente Petrolero · Bolivia     | 2021                | 16    | 0     | —             | —             | —                  | —                  | 16    | 0     | 0,0     |
| Oriente Petrolero · Bolivia     | Total               | 16    | 0     | 0             | 0             | 0                  | 0                  | 16    | 0     | 0,0     |
| Always Ready · Bolivia          | 2022                | 15    | 0     | —             | —             | 6                  | 0                  | 21    | 0     | 0,0     |
| Always Ready · Bolivia          | Total               | 15    | 0     | 0             | 0             | 6                  | 0                  | 21    | 0     | 0,0     |
| Total en su carrera             | Total en su carrera | 303   | 3     | 66            | 0             | 34                 | 0                  | 403   | 3     | 0,01    |

## Palmarés

### Campeonatos nacionales
| Título              | Club              | País     | Año  |
| ------------------- | ----------------- | -------- | ---- |
| Copa Colombia       | Millonarios F. C. | Colombia | 2011 |
| Torneo Finalización | Millonarios F. C. | Colombia | 2012 |
| Copa Colombia       | C. A. Nacional    | Colombia | 2016 |
| Torneo Apertura     | C. A. Nacional    | Colombia | 2017 |

### Torneos internacionales
| Título              | Club           | País     | Año  |
| ------------------- | -------------- | -------- | ---- |
| Copa Libertadores   | C. A. Nacional | Colombia | 2016 |
| Recopa Sudamericana | C. A. Nacional | Colombia | 2017 |